# Vesna Pusić
Vesna Pusić (Zagreb, 25. ožujka 1953.), hrvatska je političarka, saborska zastupnica, publicistkinja i bivša ministrica vanjskih i europskih poslova i prva potpredsjednica Vlade u dvanaestoj Vladi Republike Hrvatske.

## Životopis
Rođena je 25. ožujka 1953. godine u Zagrebu u staroj zagrebačkoj obitelji Pusić. Majka Višnja, rođena Anđelinović, bila je profesorica engleskog jezika, a otac Eugen sveučilišni profesor na Pravnom fakultetu u Zagrebu i bivši časnik sudac za vrijeme Nezavisne Države Hrvatske i visoki jugoslavenski komunistički dužnosnik.[nedostaje izvor] U mladosti je dvije godine svirala glasovir te pohađala i satove ritmike.
1971. godine upisuje studij sociologije i filozofije na Filozofskom fakultetu Sveučilišta u Zagrebu. Diplomira 1976. godine te potom dvije godine provodi na Institutu za sociologiju u Ljubljani na kojemu radi na istraživanju o industrijskoj demokraciji u 12 europskih zemalja. Na Odsjeku za sociologiju Filozofskog fakulteta u Zagrebu radi od 1978. godine, a 1984. doktorira iz područja sociologije kod akademika Josipa Županova. U jednom je mandatu (od 1992. do 1994.) pročelnica Odsjeka, a od 1998. godine je redovni profesor Fakulteta. Predaje Sociologiju politike i Teorije industrijske demokracije.
Od 1989. do 1991. provela je istraživanje o upravljačkim stilovima u 18 najuspješnijih industrijskih organizacija u Hrvatskoj. To je istraživanje poslužilo kao osnova za analizu upravljačke elite kao potencijalne političke elite u tranzicijskom razdoblju u Hrvatskoj. Rezultati istraživanja objavljeni su u njenoj knjizi "Vladaoci i upravljači" (Novi Liber, 1992.). Bila je i koordinatorica istraživačkog projekta o dominantnim političkim, vjerskim, obiteljskim i radnim vrijednostima u Hrvatskoj, u sklopu globalne ankete o svjetskim vrijednostima pokrenute 1978. godine na Institutu za socijalna istraživanja sveučilišta u Michiganu. 
Devedesetih je godina jedna od osnivača te direktorica Erazmus Gilde, „projekta za promicanje kulture demokracije”. U sklopu projekta izdaje časopis Erasmus, koji se uglavnom fokusirao na različite aspekte tranzicije u Hrvatskoj te ostalim istočnoeuropskim zemljama. U okviru Erasmus Gilde, koja je djelovala do 1998. godine, organizirala je veliki broj okruglih stolova i rasprava o kontroverznim pitanjima u Jugoistočnoj Europi.
Kao sveučilišni profesor boravila je u SAD-u, na The American University, Washington, D.C., Sveučilištu Georgetown, Washington, D.C., Sloan School of Management, Massachusetts Institute of Technology, Sveučilištu u Chicagu, Cornell University, Ithaca, New York, The Willson Centre, Washington D.C., The Foreign Service Institut, State Departmentu i dr.

## Politička karijera
Krajem sedamdesetih godina 20. st. (1978.) jedna je od sedam žena koje su inicirale i organizirale prvu feminističku grupu u Jugoslaviji nakon 2. svjetskog rata, pod nazivom Žena i društvo. Zbog aktivnog djelovanja članica, grupa je bila predmet javne kritike tadašnje službene politike.
Na parlamentarnim izborima 2000. godine ulazi u Sabor, a iste je godine u travnju izabrana za predsjednicu HNS-a. Na izborima 2003. godine ponovo ulazi u Sabor te je izabrana za njegovu potpredsjednicu, a godinu kasnije HNS-ovi delegati ponovo je biraju za predsjednicu stranke. Za vrijeme njezina mandata HNS je postao treća stranka u Hrvatskom saboru i zemlji, povećao broj članova s 5000 na 35 000 te upeterostručio broj zastupnika u Saboru.[nedostaje izvor] Pod njezinim se vodstvom HNS u veljači 2005. ujedino s LIBRA-om, čineći Hrvatsku narodnu stranku – liberalne demokrate.
2006. godine postala je potpredsjednica Europske liberalne i reformističke stranke (ELDR-a). Ovu je dužnost obavljala do 2012. godine, u 3 mandata.
Na predsjedničkim izborima održanim 27. prosinca 2009. kao kandidatkin ja HNS-a osvojila je 7,25 % glasova. 
Nakon parlamentarnih izbora 2011., 23. prosinca 2011. imenovana je za ministricu vanjskih i europskih poslova. Za njezina mandata Državna revizija utvrdila je novčane nepravilnosti u isplatama tajnici MVEP-a.
Nakon parlamentarnih izbora 2015., na kojima je koalicija Hrvatska raste izgubila, 23. siječnja 2016. predala je ministarstvo Miri Kovaču.
Vesna Pusić se nominirala za glavnu tajnicu UN-a, ali je 4. kolovoza 2016. odustala od daljnje borbe za tu funkciju, jer je zaključila da njene šanse da dobije to mjesto "nisu realne".

## Djela
Autorica je triju sveučilišnih udžbenika:
- Demokracije i diktature (Novi Liber, 1998)
- Vladaoci i upravljači (Novi Liber, 1992)
- Industrijska demokracija i civilno društvo (Sociološko društvo Hrvatske, 1986.)

Koautorica je Industrial Democracy in Europe i European Industrial Relations (Clarendon Press, Oxford, 1981),
Objavila je i preko pedeset znanstvenih članaka u domaćim i međunarodnim stručnim časopisima.

## Vanjske poveznice
- Službena stranica  Arhivirana inačica izvorne stranice od 25. studenoga 2010. (Wayback Machine)

| prethodnik Radimir Čačić      | predsjednica Hrvatske narodne stranke 2000.–2008.         | nasljednik Radimir Čačić      |
| prethodnik Radimir Čačić      | predsjednica Hrvatske narodne stranke 2013.–2016.         | nasljednik Ivan Vrdoljak      |
| Političke dužnosti            |                                                           |                               |
| prethodnik Gordan Jandroković | ministrica vanjskih i europskih poslova 2011.–2016.       | nasljednik Miro Kovač         |
| prethodnik Radimir Čačić      | prva potpredsjednica Vlade Republike Hrvatske 2012.–2016. | nasljednik Tomislav Karamarko |